# René Walter
Pour les articles homonymes, voir Walter.
René Walter, né le 16 avril 1910 à Troyes (Aube) et mort le 5 janvier 1960  à Auxerre (Yonne), est un avocat et homme politique français.

## Biographie
René Walter obtient son baccalauréat à Troyes avant de faire des études à la faculté de droit de Dijon, où il obtient un doctorat. Il choisit une carrière d'avocat, qu'il débute à Auxerre. Après le déclenchement de la Seconde Guerre mondiale, il est mobilisé en 1939 et fait prisonnier par la Wehrmacht en juin 1940. Il reste en captivité pendant cinq ans.
Après son retour, il est élu président de l'association départementale des anciens combattants de l'Yonne et devient bâtonnier du barreau d'Auxerre, fonction qu'il exerce de 1945 à 1947 puis de 1951 à 1953. Il s'engage en politique derrière le général de Gaulle (RPF, Républicains sociaux, UNR).

## Mandats
- Conseiller général du Canton d'Auxerre-Est (1949-1955)
- Député de la Première circonscription de l'Yonne (1958-1960)